# 萊姆鎮區 (明尼蘇達州布盧厄斯縣)
萊姆鎮區（英語：Lime Township）是位於美國明尼蘇達州布盧厄斯縣的一個行政鎮區。

## 地方資料
萊姆鎮區的面積為43.70平方千米，當中陸地面積為40.90平方千米，而水域面積為2.80平方千米。根據2020年美國人口普查的數據，當地共有人口946人，而人口密度為每平方千米21.65人。